# Herb gminy Gromadka
Herb gminy Gromadka – jeden z symboli gminy Gromadka, autorstwa Michała Marciniaka-Kożuchowskiego, ustanowiony 15 września 1997.

## Wygląd i symbolika
Herb przedstawia na tarczy dzielonej w słup połową srebrnego miecza w polu lewym zielonym ceglastoczerwony piec, z którego wydobywają się płomienie czerwone i złote, co stanowi odniesienie do sięgającej jeszcze czasów prehistorycznych kultury wypału i kształtowania żelaza, natomiast w polu prawym złotym pół czarnego orła dolnośląskiego ze srebrną przepaską (herb Piastów legnicko-brzeskich, w szczególności Ludwika II). Herb wielki gminy zawiera dodatkowo dwa lwy-trzymacze i czerwoną wstęgę z nazwą gminy. 